# سایتو یوشیتسوگو
سایتو یوشیتسوگو (به ژاپنی: 斎藤 義次, Saitō Yoshitsugu); ۲ نوامبر ۱۸۹۰ – ۱۰ ژوئیهٔ ۱۹۴۴) سپهبد در نیروی زمینی امپراتوری ژاپن در طی جنگ جهانی دوم اهل ژاپن بود.
وی در طول نبرد سایپان فرماندهی نیروهای ژاپنی را بر عهده داشت و در جریان نبرد خود را کشت.